# Ľubomír Ftáčnik
Ľubomír Ftáčnik (* 30. Oktober 1957 in Bratislava) ist ein slowakischer Schachmeister.

## Werdegang
Ftáčnik erlernte Schach erst als 13-Jähriger, dennoch gelangen ihm zahlreiche Erfolge als Jugendlicher: 1977 gewann er die Jugendeuropameisterschaft in Groningen und wurde im selben Jahr Zweiter bei der Jugendweltmeisterschaft. In diesem Jahr wurde er Internationaler Meister. 1980 verlieh ihm die FIDE den Großmeistertitel.

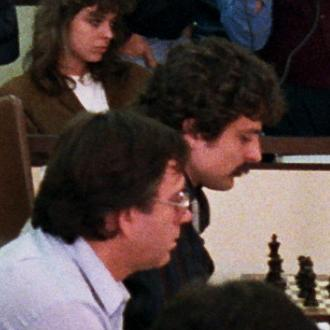
Jan Smejkal und Ľubomír Ftáčnik bei der Schacholympiade 1988 in Thessaloniki

In den 1980ern hatte er seine erfolgreichste Phase. Er gewann Turniere in Cienfuegos (Capablanca Memorial) 1980, Esbjerg 1982, Trnava und Travemünde 1983, Altensteig 1987, das Baden-Baden-Open 1987 und das internationale Einladungsturnier von Haninge, Schweden 1989. Bei den Dortmunder Schachtagen 1981 wurde er Dritter, punktgleich mit dem Sieger Hennadij Kusmin und Jonathan Speelman. Außerdem siegte er in Sydney 1991, Neuchâtel 1996, Forio auf der Insel Ischia 1996, Hamburg 1998, Los Angeles 1999 (geteilt mit Tony Miles, Alexander Beliavsky und Suat Atalık), Gold Coast 2000. 2001 wurde er punktgleich Zweiter hinter Konstantin Landa in Deizisau. Er gewann 2002 die Slowakische Meisterschaft und vier Mal (1981, 1982, 1983 und 1985) die Meisterschaft der Tschechoslowakei. Er ist ein profilierter Mitarbeiter und Kommentator bei ChessBase.
Bis Juli 2003 war er unter den Top 100 der Welt.

## Mannschaftsschach

### Nationalmannschaft
Ftáčnik vertrat zuerst die ČSSR bei sieben Schacholympiaden. Bei der Schacholympiade 1982 in Luzern gewann er mit seinem Heimatland Silber. Anschließend spielte er zehn Mal für die Slowakei. Ftáčnik nahm an fünf Mannschaftseuropameisterschaften (1980 und 1989 für die Tschechoslowakei, 1997, 1999 und 2001 für die Slowakei) teil, wobei er 1980 in Skara das beste Einzelergebnis am sechsten Brett erreichte.

### Vereinsschach
Ftáčnik spielt seit 1989 in der deutschen Schachbundesliga, zunächst bis 1991 für den Münchener SC 1836, seit der Saison 1992/93 für den Hamburger SK, mit dem er auch zweimal am European Club Cup teilnahm. Von den 327 Bundesligawettkämpfen, die der Hamburger SK seit der Saison 1992/93 bestritten hat, hat Ftáčnik nur sieben versäumt (Stand: Nach der Saison 2013/14). In der österreichischen 1. Bundesliga (bis 2003 Staatsliga A) spielte Ftáčnik in der Saison 1996/97 für die SG Pinggau-Friedberg, von 2000 bis 2002 für Union Raika Gamlitz, von 2003 bis 2008 für Union Ansfelden, mit denen er 2005 und 2007 österreichischer Mannschaftsmeister wurde sowie am European Club Cup 2005 teilnahm, und in der Saison 2008/09 für ASVÖ Pamhagen.
In der niederländischen Meesterklasse kommt Ftáčnik seit 1997 gelegentlich bei Rotterdam zum Einsatz, die britische Four Nations Chess League gewann er 2000 mit Slough, bei denen er von 1999 bis 2001 spielte.
In der tschechischen Extraliga spielte Ftáčnik von 1993 bis 1996 bei TJ Bohemians Prag, mit denen er 1994 Mannschaftsmeister wurde und am European Club Cup teilnahm, von 1996 bis 2003 beim ŠK Zlín, von 2003 bis 2005 beim ŠK Mahrla Prag, seit 2005 spielt er für TJ Zikuda Turnov.
In der slowakischen Extraliga spielt Ftáčnik seit 1994 für den ŠK Slovan Bratislava (wobei er in der Saison 2005/06 ohne Einsatz blieb und in der Saison 2006/07 nur in der zweithöchsten Spielklasse, der 1.liga Zapad, spielte), mit dem er 1996, 1999, 2001, 2002, 2009 und 2013 slowakischer Mannschaftsmeister wurde sowie 1996, 1998 und 2009 am European Club Cup teilnahm, bei dem er auch die slowakischen Vereine ŠK Bestex Nové Zámky (2001) und Corpora Lipovec (2003) vertrat.

## Privates
Ftáčnik ist der Bruder des Politikers Milan Ftáčnik, der von 1998 bis 2002 Bildungsminister der Slowakei und von 2010 bis 2014 Bürgermeister von Bratislava war. Sein Zwilling Jan ist Physiker an der Comenius-Universität Bratislava.